# Étienne-François Le Tourneur
Pour les articles homonymes, voir Tourneur.
Étienne-François-Louis-Honoré Le Tourneur, également orthographié Letourneur, dit Le Tourneur de la Manche, pour le différencier de son contemporain de la Sarthe, est un général et homme politique français actif durant la Révolution, né à Granville (Manche) le 15 mars 1751 et mort à Laeken (Belgique) le 4 octobre 1817. 

## Biographie

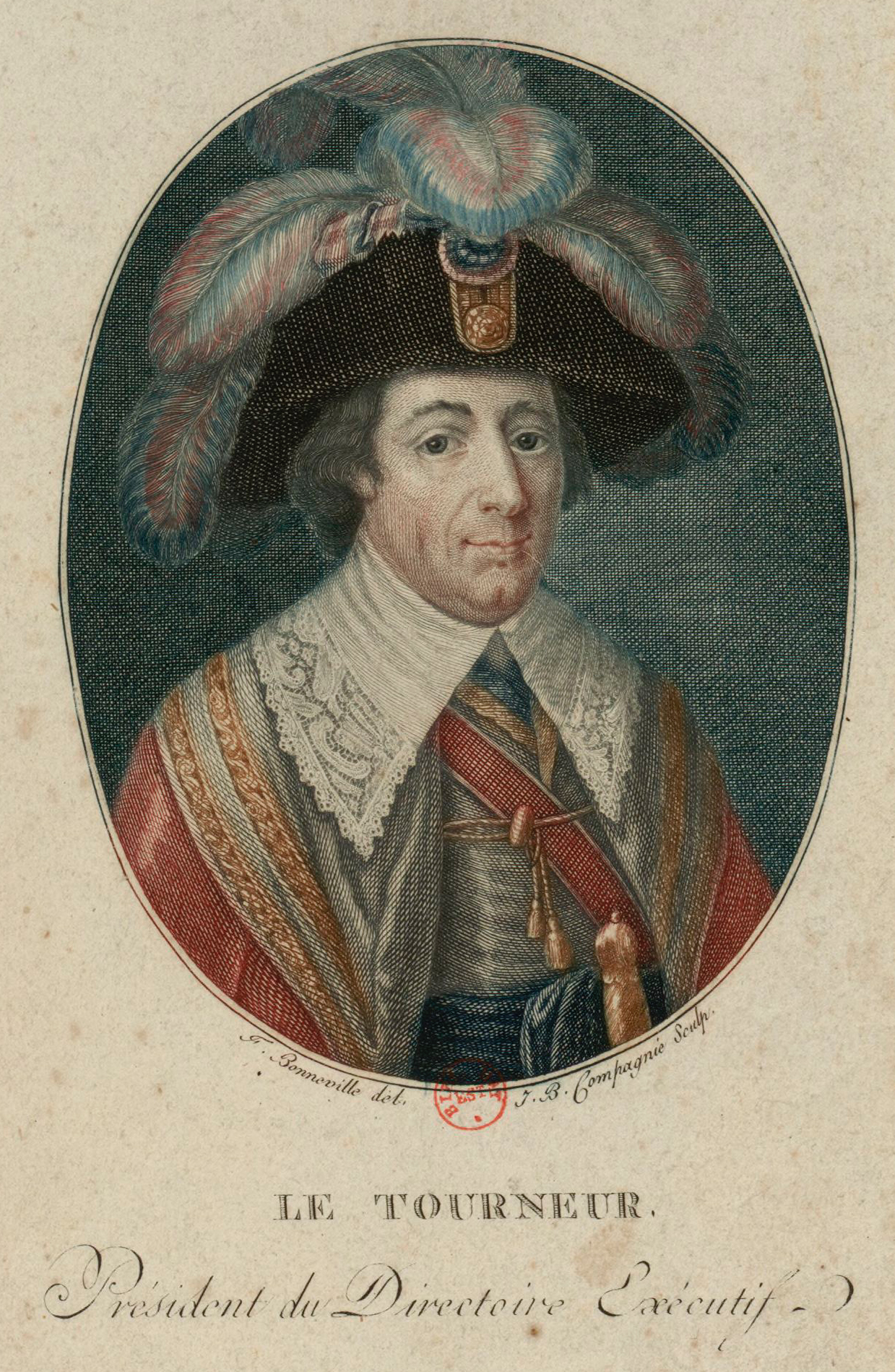
Étienne-François Le Tourneur, estampe de François Bonneville, Paris, BnF, département des estampes, 1796.

Il entre à l'école du Génie militaire de Mézières en 1768 et sert comme capitaine de génie dans les places du Nord, puis à Cherbourg, où il passe douze ans. 
La France devient une monarchie constitutionnelle en application de la Constitution du 3 septembre 1791. Le même mois, Étienne-François Le Tourneur est élu député du département de la Manche, le huitième sur treize, à l'Assemblée nationale législative. 
Il siège sur les bancs de la gauche de l'Assemblée. En février 1792, il vote en faveur de la mise en accusation de Bertrand de Molleville, le ministre de la Marine. En avril, il vote pour que les soldats du régiment de Châteauvieux, qui s'étaient mutinés lors de l'affaire de Nancy, soient admis aux honneurs de la séance. Membre du Comité de Marine, il prononce, en mai 1792, un rapport sur la base marine et la construction de la rade de Cherbourg. 
La monarchie prend fin à l'issue de la journée du 10 août 1792 : les bataillons de fédérés bretons et marseillais et les insurgés des faubourgs de Paris prennent le palais des Tuileries. Louis XVI est destitué et incarcéré avec sa famille à la tour du Temple.
En septembre 1792, Étienne-François Le Tourneur est réélu député du département de la Manche, le quatrième sur treize, à la Convention nationale. 
Il siège sur les bancs de la Plaine. Lors du procès de Louis XVI, il vote la mort, se prononce en faveur de l'appel au peuple mais contre le sursis à l'exécution. En avril 1793, il est absent lors de la mise en accusation de Jean-Paul Marat. En mai, il ne participe pas au scrutin sur le rétablissement de la Commission des Douze.
Début pluviôse an III (fin janvier 1795), Étienne-François Le Tourneur est envoyé en mission dans le département des Bouches-du-Rhône, et de l'armée d'Italie, pour y remplacer Jean-Bon Saint-André (député du Lot). En thermidor (début août), il est élu membre du Comité de Salut public, aux côtés de Philippe-Antoine Merlin « de Douai », de Jean-François Reubell et d'Emmanuel-Joseph Sieyès.
Sous le Directoire, Étienne-François Le Tourneur est élu directeur. Il en sort par tirage au sort le 1er prairial an V (20 mai 1797). Il est chargé par Lazare Carnot de négocier la paix avec l'Angleterre. 

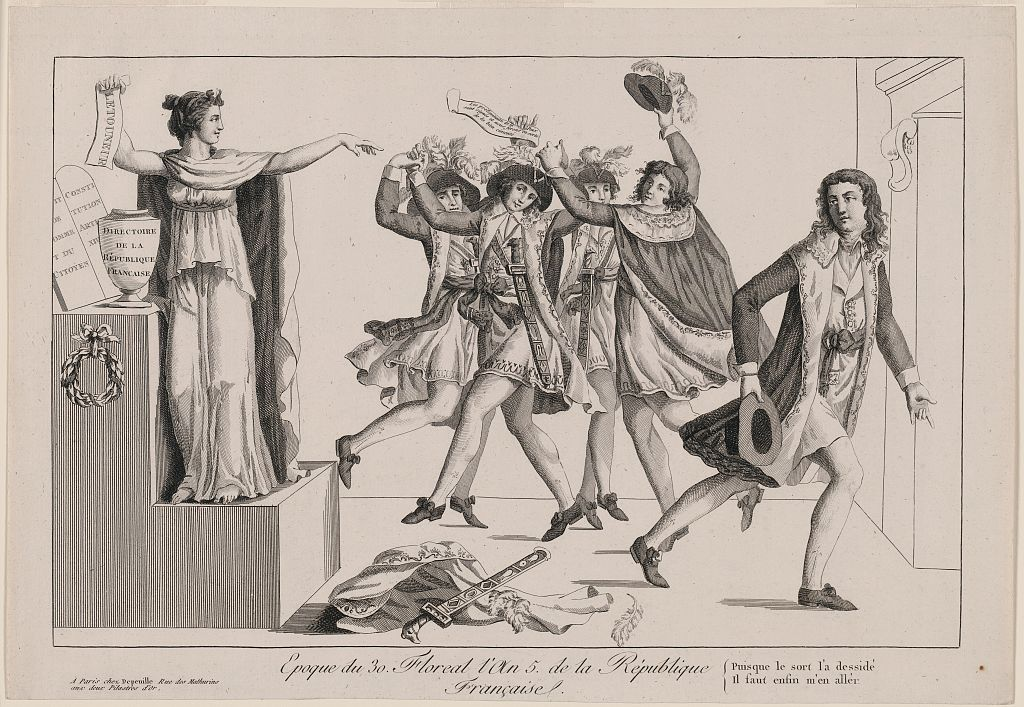
« Époque du 30 Floréal l'an 5 de la République Française »
Caricature anonyme portant la date du 19 avril 1797 et montrant la République française tirant au sort le nom de Le Tourneur. Il quitte le Directoire en déclarant : « Puisque le sort l'a décidé, il faut enfin s'en aller » tandis que les quatre membres restants dansent allègrement.

En mars 1800, Napoléon Bonaparte le nomme préfet de Loire-Inférieure, puis conseiller à la Cour des comptes (1810), mis à la retraite lors de la Première Restauration, il est remis en fonction pendant les Cent Jours (mars-juillet 1815). Exilé en 1816 comme régicide, il se retire à Bruxelles où il meurt.

## Mandats et fonctions
- Député de l'Assemblée nationale législative (Manche) (8 septembre 1791)
- Député à la Convention (Manche) (22 septembre 1792)
- Député du Conseil des Anciens (Manche) (13 octobre 1795)
- Président de la Convention (5 janvier 1795 - 20 janvier 1795 )
- Directeur de la Marine (1er novembre 1795 - 26 mai 1797)
- Membre du Comité de salut public (2 août 1795 - 27 octobre 1795)
- Préfet de Loire-Inférieure, 2 mars 1800 - février/mars 1804.